# Агиос Димитриос (окръг Лимасол)
Агиос Димѝтриос (на гръцки: Άγιος Δημήτριος) е село в Кипър, окръг Лимасол. Според статистическата служба на Република Кипър през 2001 г. селото има 56 жители.
Намира се на 6 км южно от Продромос.